# DNCB

Centura București

CB (de la Centura București) este indicativul șoselei de centură a Bucureștiului, drum național care înconjoară orașul. Ea se intersectează cu toate drumurile naționale principale care pornesc din București, anume DN1 (lângă Otopeni), DN2 (între Voluntari și Afumați), DN3 (la Pantelimon), DN4 (la Popești-Leordeni), DN5 (în Jilava), DN6 (la Bragadiru) și DN7 (în Chitila), cu autostrăzile A1 (lângă Roșu), A2 (lângă Cățelu) și A3 (lângă Crețuleasca), cu drumul național secundar DN1A (la Mogoșoaia), precum și cu alte drumuri județene, de interes local.
Desemnat la început ca drum județean, cu numărul DJ100, drumul a fost conceput cu două benzi pe sens, și nu forma un inel complet, întrerupt fiind între Chitila și Mogoșoaia, unde două puncte ale lui erau legate prin drumul național 7 și printr-un drum județean secundar. Inițial, doar drumurile naționale aveau intersecție denivelată (pasaj suprateran; excepție făcând doar DN4) cu șoseaua de centură. În intersecțiile cu drumuri județene, ele aveau prioritate față de centură, ceea ce ducea la blocaje și dificultăți în circulație.
O altă șoșea de centură este în construcție în acest moment, Autostrada A0 (Autostrada Centura București), care atunci când va fi finalizată în ~2026, va reduce semnificativ traficul de la Centura București.

## Secțiuni
Centura este împărțită, convențional, în secțiunile Centura Nord și Centura Sud, după poziționarea față de A1 și A2.

## Lucrări de lărgire

### Etapa 2007–2010
Începând cu 2007, s-a demarat un proiect de lărgire a șoselei și reordonare a intersecțiilor, începând cu zona de nord. S-a completat inelul în zona Chitila–Mogoșoaia cu un pod peste calea ferată, s-a lărgit șoseaua la 4 benzi (2 pe sens) și s-au construit pasaje denivelate pe drumurile județene București–Tunari și București–Ștefăneștii de Jos. Această porțiune a fost dată în folosință la 1 decembrie 2010, deși podul hobanat de la Otopeni, prin care șoseaua de centură trece de pe o parte pe alta a căii ferate de centură a Bucureștiului, nu era terminat, urmând să fie finalizat în vara anului următor.
În final, au rămas însă câteva probleme. Una a fost intersecția cu DN1A, care este un sens giratoriu, proiectul unei supratraversări a centurii peste drumul național fiind abandonat; studiul de fezabilitate trebuia reactualizat, și o licitație în acest sens a fost deschisă în primăvara lui 2016. O altă problemă au fost intersecțiile denivelate de la Tunari și Ștefănești, unde au avut loc numeroase accidente; soluția companiei de drumuri a presupus amenajarea de sensuri giratorii pe șoseaua de centură în cele două intersecții. În fine, sensul giratoriu de formă atipică de la intersecția între șoseaua de centură și DN1 a cauzat probleme de trafic; în acest sens, în 2017 compania de drumuri a hotărât desființarea lui și descompunerea sa în două sensuri giratorii simple, aflate la câteva sute de metri de o parte și de alta a intersecției.

### Etapa de după 2013
După 2010, când a fost finalizată lărgirea între DN7 și DN2, s-a trecut la lucrările de lărgire între DN7 și A1 și între DN2 și A2, pentru a închide semiinelul nordic, cu conexiuni la toate cele trei autostrăzi.
Contractul pentru porțiunea DN7–A1 a fost atribuit unei asocieri în care rolul principal îl joacă Delta ACM 93, dar se desfășoară foarte lent, lucrările fiind începute în 2013 și în 2016 ajungând la un stadiu fizic de 47%, fără a se fi livrat traficului vreo porțiune lărgită. Cauzele sunt în principal legate de problemele de relocare a rețelelor de utilități și de unele modificări în proiect în urma includerii construcției unui drum de legătură între Splaiul Independenței și autostrada A1.
Contractul pentru porțiunea DN2–A2 a fost atribuit unui consorțiu condus de firma Tehnologica Radion. Aceasta a început lucrările și chiar a livrat cale de rulare nouă pe două porțiuni de o parte și de alta a podului peste calea ferată București–Constanța, dar a intrat în insolvență în 2014 și a abandonat lucrările. Contractul a fost reziliat la începutul lui 2015, dar relicitarea nu s-a făcut imediat, ci abia 2 ani mai târziu, timp în care s-a modificat proiectul intersecțiilor cu DN3 și DJ301 (Pantelimon–Cernica) și s-au efectuat exproprieri suplimentare. În primăvara lui 2017, licitația era în desfășurare în sistemul național de achiziții publice. Între timp, nici în zona în care s-a livrat calea nouă de rulare nu se circulă pe patru benzi, întrucât calea veche este închisă.